# 大阪府道・奈良県道705号富田林五條線
大阪府道・奈良県道705号富田林五條線（おおさかふどう・ならけんどう705ごう とんだばやしごじょうせん）は、大阪府富田林市から奈良県五條市に至る一般府県道である。

## 概要
大阪府富田林市若松町2丁目から奈良県五條市三在町に至る。
富田林市起点（近鉄長野線 富田林駅前）から南河内郡千早赤阪村大字森屋までの区間は1952年（昭和27年）6月10日の道路法公布（同年12月5日施行）で主要地方道富田林大淀線に指定された区間で、1969年（昭和44年）12月4日から一般国道309号の一部だった。
富田林バイパスの開通に伴い2002年（平成14年）4月1日に近鉄長野線 富田林駅前 - 南河内郡河南町大字神山が一般国道309号から一般府道705号へ降格、河南赤阪バイパスの開通に伴い2020年（令和2年）4月1日に南河内郡河南町神山 - 南河内郡千早赤阪村森屋も一般国道309号から一般府道705号へ降格された。
南河内郡千早赤阪村大字森屋から南河内郡千早赤阪村大字千早までの区間は1959年（昭和34年）12月1日から大阪府道202号森屋狭山線の一部だったが、1974年（昭和49年）7月1日に一般府県道富田林五条線へ分離された。その後、1994年（平成6年）4月1日に富田林五条線から富田林五條線へ改称。
南河内郡千早赤阪村および五條市の一部区間は建設工事中である。なお、奈良県側の奈良県道261号西佐味中之線から国道24号までは片側2車線で整備されている。京奈和自動車道・国道24号間が2009年（平成21年）1月19日に開通、供用開始したことに伴い、各交差点部分の左車線減少による片側1車線通行は解除され、信号機が設置された。
南河内郡千早赤阪村内の一部山間部区間では、夜間車両通行止め（22:00から翌朝5:00まで。タクシーおよび軽車両は通行可）となる。

### 路線データ
- 起点：大阪府富田林市若松町2丁目（本町北交差点、国道170号旧道交点、大阪府道33号富田林太子線起点）
- 終点：奈良県五條市三在町（三在町北交差点、国道24号）
- 不通区間：大阪府南河内郡千早赤阪村大字千早・奈良県五條市久留野町

## 路線状況

### 重複区間
- 大阪府道33号富田林太子線（大阪府富田林市若松町2丁目・本町北交差点（起点） - 富田林市川向町・金剛大橋東詰交差点）
- 大阪府南河内広域農道（大阪府南河内郡千早赤阪村大字東阪）

### 道路施設

#### 橋梁
- 大阪府
  - 金剛大橋（石川、富田林市、大阪府道33号富田林太子線重複区間内）
  - 新旭橋（佐備川、富田林市）
  - 矢場武橋（南河内郡千早赤阪村）
  - 菊水橋（千早川、南河内郡千早赤阪村）
  - 赤阪大橋（千早川、南河内郡千早赤阪村）
  - 東阪大橋（千早川、南河内郡千早赤阪村）

## 地理

### 通過する自治体
- 大阪府
  - 富田林市 - 南河内郡河南町 - 南河内郡千早赤阪村
- 奈良県
  - 五條市

### 交差する道路
| 交差する道路                                                                               | 都道府県名 | 市町村名 | 市町村名   | 交差する場所  | 交差する場所          |
| ------------------------------------------------------------------------------------------ | ---------- | -------- | ---------- | ------------- | --------------------- |
| 国道170号 / 旧道 大阪府道20号枚方富田林泉佐野線 重複 大阪府道33号富田林太子線 重複区間起点 | 大阪府     | 富田林市 | 富田林市   | 若松町2丁目   | 本町北交差点 / 起点   |
| 大阪府道33号富田林太子線 重複区間終点                                                      | 大阪府     | 富田林市 | 富田林市   | 川向町        | 金剛大橋南詰交差点    |
| 大阪府道201号甘南備川向線                                                                  | 大阪府     | 富田林市 | 富田林市   | 川向町        | 川向交差点            |
| 大阪府道200号上河内富田林線                                                                | 大阪府     | 富田林市 | 富田林市   | 南大伴町1丁目 | 南大伴交差点          |
| 国道309号                                                                                  | 大阪府     | 南河内郡 | 河南町     | 大字神山      | 神山南交差点          |
| 大阪府道202号森屋狭山線                                                                    | 大阪府     | 南河内郡 | 千早赤阪村 | 大字森屋      | 西楽寺前交差点        |
| 大阪府道209号東阪三日市線                                                                  | 大阪府     | 南河内郡 | 千早赤阪村 | 大字東阪      | 東阪交差点            |
| 大阪府南河内広域農道 / 南河内グリーンロード 重複区間起点                                   | 大阪府     | 南河内郡 | 千早赤阪村 | 大字東阪      |                       |
| 大阪府南河内広域農道 / 南河内グリーンロード 重複区間終点                                   | 大阪府     | 南河内郡 | 千早赤阪村 | 大字東阪      |                       |
| 大阪府道214号河内長野千早城跡線                                                            | 大阪府     | 南河内郡 | 千早赤阪村 | 大字千早      |                       |
| 未開通区間                                                                                 |            |          |            |               |                       |
| 奈良県道261号西佐味中之線                                                                  | 奈良県     | 五條市   | 五條市     | 久留野町      | 北山大橋東詰交差点    |
| E24 京奈和自動車道 / 一般部                                                                | 奈良県     | 五條市   | 五條市     | 西河内町      | 西河内町交差点        |
| 国道24号 国道168号 重複                                                                    | 奈良県     | 五條市   | 五條市     | 三在町        | 三在町北交差点 / 起点 |

### 交差する鉄道
- 和歌山線

### 沿線
- 近鉄長野線 富田林駅
- 千早赤阪村立赤阪小学校
- 千早赤阪村役場
- 千早赤阪村立中学校
- 下赤坂城跡
- 大阪南消防局 富田林消防署 千早赤阪出張所
- 千早城跡
- 金剛生駒紀泉国定公園
  - 金剛山
    - 金剛山ロープウェイ（廃止）